# 赤木攻
赤木 攻（あかぎ おさむ、1944年（昭和19年）7月28日 - ）は、日本の東南アジア地域研究者。大阪外国語大学名誉教授、大阪外国語大学第9代学長、前大阪観光大学学長、元泉佐野市教育委員長。元アース製薬社外取締役、専門は、タイ政治・社会論。

## 経歴

### 生い立ち
1944年、岡山県阿哲郡草間村（現・新見市足見姫原）に生まれる。岡山県新見市立井倉中学校、岡山県立高梁高等学校を経て、1967年に大阪外国語大学外国語学部タイ語学科（現・大阪大学外国語学部）を卒業後、タイ王国立チュラーロンコーン大学文学部に留学した。
1969年から大阪外国語大学に助手として奉職する。1975年タイのチュラーロンコーン大学、タムマサート大学で客員講師を勤め、1985年には、在タイ日本国大使館の専門調査員となった。その後、母校へ戻って1988年に教授となり、大阪外国語大学の講義では、地域文化学科アジア 2 講座教授（東南アジア地域研究・タイ国政治）を担当した。1994年に米国ノーザンイリノイ大学東南アジア研究センター短期研究員、大阪外国語大学学生部長を経て、1999年から2003年まで大阪外国語大学第9代学長を務める。2003年（平成15年）同大学名誉教授となる。

### 秋篠宮家との関係
長年の功績が認められて、2004年（平成16年）には、秋篠宮家学術顧問となり、赤木氏らの紹介もあって、秋篠宮文仁親王のニワトリやナマズの研究に対し、タイのマハーサーラカーム大学を含む10校以上もの大学から名誉博士号を授与されている。日本の皇室と非常に強い結びつきがあり、20年経った2024年現在も学術顧問である。文仁親王妃紀子の父である川嶋辰彦とは30年来の付き合いであり、自身と同じタイに赴き、「日本からタイの農村に学生、青年を連れて行き、農村生活を一緒に経験させることによって、井戸掘りをやったり、若い人に経験させることによって、助け合いとか自立心とか、環境問題とかそういうことを考えながら、国際交流をしてボランティアをするという活動をされていたんです。」とメディアに語っている。その他にも、日本学生支援機構参与・東京国際交流館館長（2004～8年）、東京外国語大学特任教授（2008～10年)、泉佐野市教育委員会委員長（2008～15年）、大阪観光大学教授・国際交流学部長・副学長・学長（2012～20年）などを歴任する。また、2012年3月～2019年3月までアース製薬の社外取締役なども受けている。

## 社会活動歴
- 日本タイクラブ代表（1990年～）
- 学校法人天王寺学館理事・評議員（2006年～）
- 高梁市市政アドバイザー（2006年7月～）
- 学校法人明浄学院理事・評議員（2010年～）
- 国立大学法人和歌山大学経営協議会委員（2010年～)
- 大阪府立久米田高等学校協議会委員（2012年8月～2018年3月)
- 大阪府立日根野高等学校協議会委員（2013年4月～2018年3月)
- 山階鳥類研究所評議員（2012 年～）
- 公益財団法人坂田記念ジャーナリズム振興財団理事 理事長（2019 年 5 月～）

## 受賞歴
- 1990年 第 2 回アジア・太平洋賞特別賞（毎日新聞社、(社)アジア調査会）
- 1996年 勲三等白象章（タイ王国）
- 2018年 泉佐野市市制 70 周年表彰

## 著作
以下の他に、タイ語学関連書籍の監修なども行っている。

### 単著
- 『タイ国憲法論 : 仏暦2511年新憲法を中心として』大阪外国語大学タイ語学研究室、1970年
- 『タイの政治文化 - 剛と柔 - 』勁草書房、1989年 ISBN 9784326350834 （復刻版、NNA Global Communities、2008年 ISBN 9784901270908）
- 『タイの永住日本人』めこん、1992年 ISBN 9784839600631
- 『タイ政治ガイドブック』Meechai and Ars Legal Consultants CO.,LTD., 1994年 ISBN 9784905572831

### 共編著
- 『タイの昔話』三弥井書店、1976年
- 『現代アジア教育史研究』多賀出版、1983年 ISBN 9784811500904
- 『タイ農村の構造と変動』（『社会科学と東南アジア 』）勁草書房、1987年 ISBN 9784326600489
- 『タイ 工業化と地域社会の変動』法律文化社、1995年 ISBN 9784589018601
- 『続・タイ農村の構造と変動 - 15年の軌跡 - 』勁草書房、2000年 ISBN 9784326601301
- 『東アジア政治のダイナミズム』青木書店＜講座東アジア近現代史5＞、2002年 ISBN 9784250202148

### 翻訳著
- スラック・シワラック『タイ知識人の苦悩 - プオイを中心として - 』井村文化事業社＜東南アジアブックス＞、1984年
- プオイ・ウンパーコーン『タイ現代史への一証言』井村文化事業社＜東南アジアブックス＞、1987年 ISBN 9784326910809
- プーミポン・アドゥンヤデート国王陛下『奇跡の名犬物語』世界文化社、2006年 ISBN 9784418068425

### 論文
- 「タイ国憲法の史的考察」『外務省調査月報』16巻3号、1975年6-8月
- 「タイの大学人における危機意識」『国立教育研究所紀要』第87集、国立教育研究所、1975年
- 「タイにおける官僚政治の社会・文化的基礎試論」『アジア研究』27巻3号、1980年10月
- 「＜ラック・タイ＞の成立と状況化に関する覚え書き」『タイ・ベトナムと日本』（冨田竹二郎教授退官記念論集）、大阪外国語大学タイ・ベトナム語学科、1984年